# ISO 3166-2:DE
ISO 3166-2:DE — стандарт Международной организации по стандартизации, который определяет геокоды. Является подмножеством стандарта ISO 3166-2, относящимся к Германии. Стандарт охватывает 16 земель Германии. Каждый геокод состоит из двух частей: кода Alpha2 по стандарту ISO 3166-1 для Германии — DE и дополнительного кода, записанных через дефис. Дополнительный двухбуквенный код в образован созвучно: названию, аббревиатуре названия земли. Геокоды земель Германии являются подмножеством кодов домена верхнего уровня — DE, присвоенного Германии в соответствии со стандартами ISO 3166-1.

## Геокоды Германии
| Код   | Административная единица      | Статус |
| ----- | ----------------------------- | ------ |
| DE-BY | Бавария                       | земля  |
| DE-BW | Баден-Вюртемберг              | земля  |
| DE-BE | Берлин                        | земля  |
| DE-BB | Бранденбург                   | земля  |
| DE-HB | Бремен                        | земля  |
| DE-HH | Гамбург                       | земля  |
| DE-HE | Гессен                        | земля  |
| DE-MV | Мекленбург-Передняя Померания | земля  |
| DE-NI | Нижняя Саксония               | земля  |
| DE-RP | Рейнланд-Пфальц               | земля  |
| DE-SL | Саар                          | земля  |
| DE-SN | Саксония                      | земля  |
| DE-ST | Саксония-Анхальт              | земля  |
| DE-NW | Северный Рейн-Вестфалия       | земля  |
| DE-TH | Тюрингия                      | земля  |
| DE-SH | Шлезвиг-Гольштейн             | земля  |